# Герцог д’Юмьер
Герцог д’Юмьер (фр. duc d'Humières) — французский дворянский титул.

## История
Сеньория Юмьер в Артуа с XII века принадлежала дому Юмьеров, среди членов которого были рыцари орденов Золотого руна, Святого Михаила и Святого Духа. В 1595 году, после смерти бездетного Шарля д’Юмьера сеньория перешла к его зятю Луи II де Кревану, виконту де Бригёю, получившему титул маркиза д’Юмьера и основавшему линию Креван д’Юмьер.
Его внук Луи IV де Креван стал герцогом д'Юмьером. Жалованной грамотой Людовика XIV, данной в апреле 1690 и зарегистрированной Парламентом 28 апреля, владения Монши, Кудён, Боши, Брен, Вилле, Виньемон, Ванделикур, Мартиньи, Жиромон, Бомануар, виконтство Шуази, расположенные под Компьеном, вместе с землей и сеньорией Юмьер в Артуа, близ Эдена, были возведены в ранг герцогства под названием Юмьер для Луи IV, его младшей дочери Анн-Луизы-Жюли и ее мужского потомства от первого брака.
В мае 1690 Анн-Луиза-Жюли вышла замуж за Луи-Франсуа д’Омона, маркиза де Шапа, в том же году принявшего титул герцога д’Юмьера. Луи-Франсуа умер в 1751 году, не оставив мужского потомства, после чего герцогский титул был упразднен.

## Сеньоры д’Юмьер
- Жан д’Юмьер (упом. 1150)
- Жан д’Юмьер (упом. 1199)
- Пьер д’Юмьер (ум. ок. 1270)
- Робер д’Юмьер (ум. 1309)
- Жан д’Юмьер (ум. 1345)
- Матье д’Юмьер (ум. ок. 1385)
- Жан д’Юмьер (ум. 1356)
- Жанна д’Юмьер
- Матье д’Юмьер (ум. после 1396)
- Дрё д’Юмьер (ум. после 1422)
- Андриё д’Юмьер (ум. 1458)
- Филипп д’Юмьер (ум. после 1489)
- Жан I д’Юмьер (ум. 1514)
- Жан II д’Юмьер (ум. 1550)
- Жан III д’Юмьер (ум. 1553)
- Жак д’Юмьер (ум. 1579)
- Шарль д’Юмьер (ум. 1595)
- Луи II де Креван (ум. 1648)

## Маркизы д’Юмьер
- Луи II де Креван (ум. 1648)
- Луи III де Креван (ум. 1648)
- Луи IV де Креван (1628—1694)

## Герцоги д’Юмьер
- 1690—1694 — Луи IV де Креван (1628—1694)
- 1690—1748 — Анн-Луиза-Жюли де Креван д’Юмьер (1665—1748)
- 1690—1751 — Луи-Франсуа д’Омон (1671—1751)